# Шахматные турниры Грузинской СССР
1. перенаправление Шахматные турниры Грузинской ССР